# فردریک وینسلو تیلور
فردریک وینسلو تیلور | Frederick Winslow Taylor مهندس مکانیک آمریکایی که سعی در بهبود کارایی صنعت داشت. او به عنوان پدر مدیریت علمی و همین‌طور روان‌شناسی صنعتی و سازمانی شناخته می‌شود و همچنین از اولین مشاوران مدیریت بود. وی مطالعات خود را در سال ۱۸۸۵ در صنعت فولاد میدویلو بتلهم آغاز و در حدود سال ۱۸۷۸ چهار اصل اساسی و مهم مدیریت علمی را ارائه کرد.

## توضیحاتی پیرامون مدیریت علمی
در دهه ی ۱۸۸۰ میلادی جورج فردریک تیلور مطالعات خود را در زمینه ی زمان سنجی و حرکت سنجی ، به مثابه راهی برای تعریف و بهینه سازی((واحدهای مستقل نیروی کار تخصصی)) آغاز کرد . مشهورترین تجربه ی آغازین وی با جابجایی مواد در کارخانه ی ذوب آهن سروکار داشت که توسط افراد و بوسیله ی بیل انجام می شد . تیلور با بررسی این فعالیت ها دونتیجه ی ذیل را به دست آورد:
۱/ اگر برای حمل مواد ، درکنار هرتوده ی سنگ آهن ، ذغال سنگ ، یا گدازه (تفاله) آهن یک نفر قرار بگیرد ،کارآیی افزایش می یابد(در مقایسه با هنگامی که یک نفر بخواهد همه آنها را به تنهایی جابجا کند) ؛ البته به شرط آن که محوطه ی کارخانه به اندازه ی کافی بزرگ باشد تا همه ی افراد بتوانند همزمان مشغول به کار باشند .
۲/ استفاده از بیل هایی با اندازه متفاوت ، فراخور جابه جایی انواع توده های مواد ، کارآیی را افزایش می دهد ؛ به این ترتیب که از بیل های کوچک برای جابجایی سنگ آهن سنگین استفاده شود(به گونه ای که افراد دیرتر خسته شوند) و از بیل های بزرگ برای جابه جایی گدازه های سبک تر استفاده گردد(به گونه ای که بتوان مواد بیشتری را با هر حرکت جابجا کرد) ؛ البته این کار هم تا زمانی مقرون به صرفه خواهد بود که قیمت بیل به اندازه کافی ارزان باشد ؛ یعنی در مجموع از قیمت نیروی کار قابل صرفه جویی در جابجایی مواد ، به ازاء هر نفر در روز ، کمتر باشد (ایست وان ، ۱۹۹۲ ، ص ۵۲۵_۵۲۶)
هر دویافته تیلور ، بر اهمیت تلاش برای یادگیری و جایگزین فن آوری صحه می گذارند .
تیلور در سال ۱۹۱۱ میلادی کتاب اصول مدیریت علمی را منتشر ساخت . وی در این کتاب متذکر می گردد که بهتر آن است که هدف اصلی مدیریت ، به حداکثر رساندن کامیابی کارفرما و کارمند باشد .(لاک ، ۱۹۸۲، ص۱۴) تیلور که ((پدر مدیریت علمی)) نیز نامیده می شود ، بر این باور بود که بسیاری از کارکنان هم عصرش ، کمتر از ظرفیت واقعی خود کار می کنند . او تصور می کرد که این مسئله با اتخاذ رهیافتی منظم ، مبتنی بر هدایت و حمایت کارکنان توسط سرپرستان و ارضاء نیازها و انگیزه های پولی کارکنان قابل حل است . تیلور چهار اصل ذیل را به عنوان ((اصول مدیریت علمی)) پیشنهاد کرد :
۱_علمی کردن فعالیت های هرشغل ، شامل تدوین قوانین حرکت ، استاندارد کردن انجام کارها و ایجاد شرایط کاری مناسب
۲_انتخاب دقیق کارکنان دارای تواناییهای مناسب برای هر شغل
۳_آموزش دقیق کارکنان انتخابی و فراهم کردن انگیزه های مناسب برای جلب همکاری آنان به انجام علمی کار 
۴_حمایت از کارکنان ، از طریق برنامه ریزی کردن کار آنها و هموار کردن راه انجام کار 
تیلور کوشید تا با استفاده از فنون علمی ، بهره وری افراد در کار را بهبود بخشد . تیلور بر ضرورت علمی کردن فعالیت های هرشغل و تدوین قوانین حرکت برای انجام آن تاکید داشت . حرکت سنجی بر تجزیه فعالیت های یک شغل یا کار و کاهش حرکت های جسمانی آن تا حد حرکت های ضروری و اساسی دلالت دارد . دو نفر از افراد معاصر تیلور ، یعنی فرانک و لیلیان گیلبرت به منزله ی پیشگامان مطالعه ی حرکت سنجی در یک از بررسی های مشهور خود توانستند تعداد حرکاتی را که کارگران ساختمان ، هنگام بنایی انجام می دادند ، کاهش دهند و بهره وری آنان را سه برابر کنند(شرمرهورن ، ۱۹۹۶ ، ص۲۹) . کار گیلبرت ها به منزله ی مبنایی برای پیشرفت های بعدی در زمینه ساده سازی کار ، استاندارد کردن کارها و تدوین برنامه های پاداش کارانه مدنظر قرار گرفت که همه ی این فنون ، هنوز هم در محیط های کاری به کار می روند.

## تأثیرات تیلور

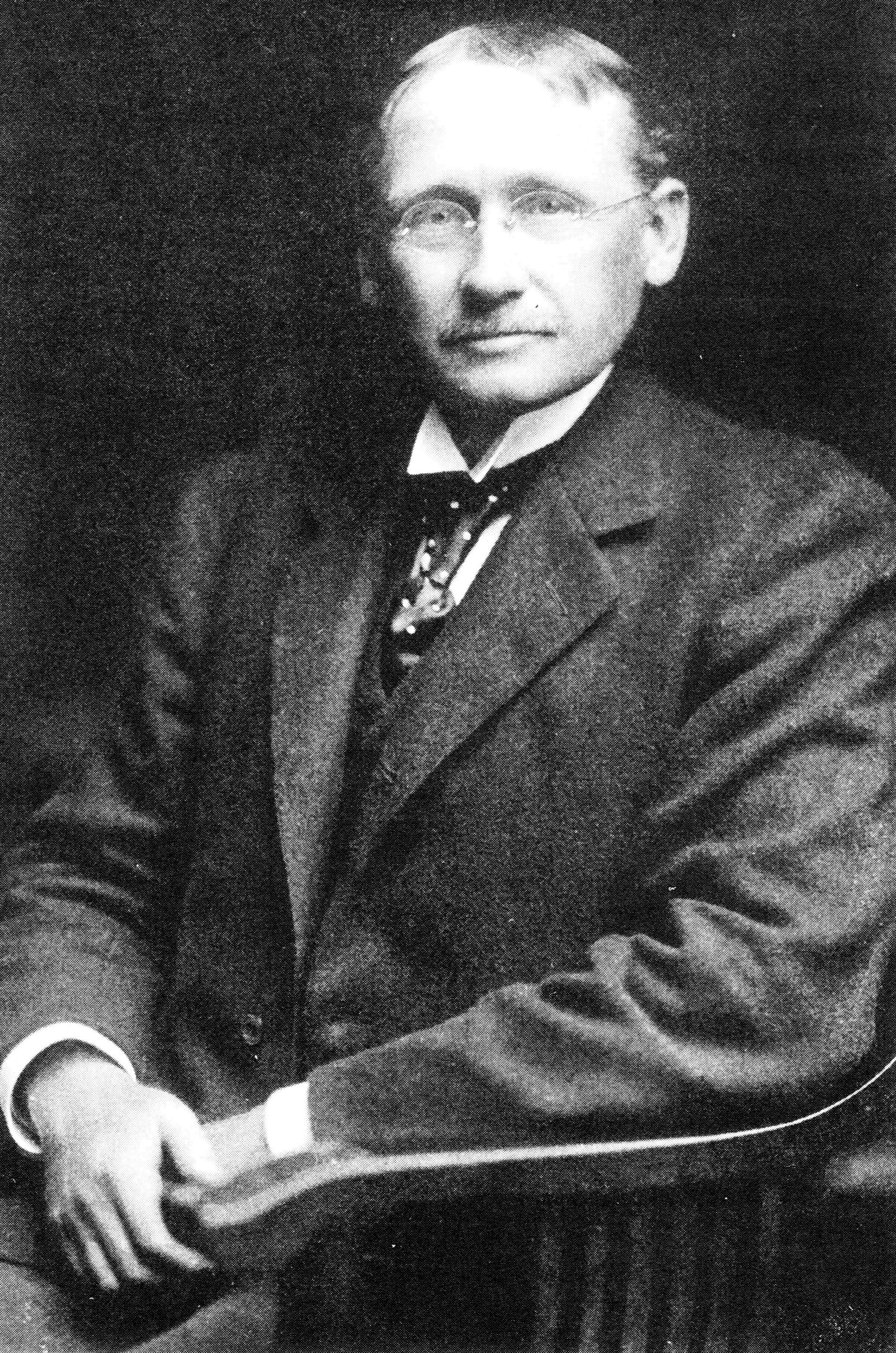
فردریک وینسلو تیلور

در اینجا به ذکر چند نمونه از تأثیراتی که کارهای تیلور بر دیگران گذاشت اکتفا می‌کنیم.
آمریکا
گانت، گانت چارت را توسعه داد، گانت چارت نوعی برنامهٔ زمان‌بندی دیداری است که جریانی از کارها را نمایان می‌سازد.

هوگو مونستربرگ، روان‌شناسی صنعتی را ابداع کرد.

لیلیان گیلبرث، روان‌شناسی را به مطالعات مدیریت وارد کرد.

فرانک گیلبرث، همسر لیلیان، در حالی که بر روی یک پروژهٔ ساختمانی کار می‌کرد مدیریت علمی را تشریح کرد و نهایتاً مستقل از تیلور حرکت سنجی را ارائه کرد.

دانشگاه هاروارد، یکی از اولین دانشگاه‌های آمریکاست که مدرک مدیریت بازرگانی را در سال ۱۹۰۸ براساس برنامهٔ آموزشی مدیریت علمی تیلور ارائه کرد.
فرانسه
در فرانسه چاته لیر نوشته‌های تیلور را ترجمه کرد. مدیریت علمی که توسط وی ترجمه شده بود نظریه‌پرداز فرانسوی هنری فایول را تحتِ‌تأثیر قرار داد، فایول تحتِ‌تأثیر مدیریت علمی تیلور، در سال ۱۹۱۶ ساختار سازمانی در مدیریت را ارائه نمود.
سوئیس
در سوئیس یک آمریکایی به نام ادوارد آلبرت، مؤسسه‌های بین‌المللی مدیریت را منتشر کرد که اطلاعاتی را در مورد تکنیک‌های مدیریت ارائه می‌کرد.
شوروی
در اتحاد جماهیر شوروی، ولادمیر لنین تحت تأثیر تیلوریسم قرار گرفت. با این حال روش‌های فردریک تیلور هرگز نتوانست جایگاه خود را در اتحاد جماهیر شوروی پیدا کند.

## منتقدین
بسیاری از کسانی که از تیلور انتقاد می‌کنند، معتقدند که او نسبت به جنبه‌های انسانی و انگیزشی کار بی‌اعتنا بوده‌است. در ضمن تیلور نسبت به جنبه‌های اجتماعی کار دیدگاهی منفی داشت. او کار گروهی را مفید نمی‌دانست و معتقد بود هروقت کارکنان به صورت گروهی کار می‌کنند، کارایی هر یک از آن‌ها به سطح کارایی ضعیف‌ترین عضو گروه تنزل پیدا می‌کند.

## درگذشت
فردریک تیلور، روز ۲۱ مارس ۱۹۱۵ (۲۹ اسفند ۱۲۹۳) در سن ۵۹سالگی درگذشت.